# Куин Александра (хребет)
Хребета Куин Александра (Кралица Александра) (на английски: Queen Alexandra Range) е голям планински хребет в Източна Антарктида, Земя Виктория, част от Трансантарктическите планини. Простира се от юг-югозапад на север-североизток на протежение от 160 km, между големите планински ледници Бирдмор на изток и Ленокс-Кинг на запад. От хребета в двата ледника се „вливат“ по-малки и къси ледници – Жерард, Алис, Еванс, Сокс в Бирдмор, Монтгомъри, Маккилър в Ленокс-Кинг. Максимална височина връх Къркпътрик 4528 m (84°20′ ю. ш. 166°25′ и. д. / 84.333333° ю. ш. 166.416667° и. д.), разположен в южната му част, най-високата точка на целите Трансантарктическите планини. Други по-високи и характерни върхове са Елизабет 4480 m, Бел 4303 m, Макалер 4297 m и др.
Хребетът е открит и частично топографски заснет през 1908 г. от британската антарктическа експедиция, възглавявана от Ърнест Шакълтън, който го наименува в чест на кралица Александра, съпруга на британския крал Едуард VII. Впоследствие хребетът е заснет чрез аерофотоснимки, на базата на които е детайлно картиран.
- Северната част на хребета Куин Александра
- Южната част на хребета Куин Александра
- Югоизточната част на хребета Куин Александра